# Día de San Esteban

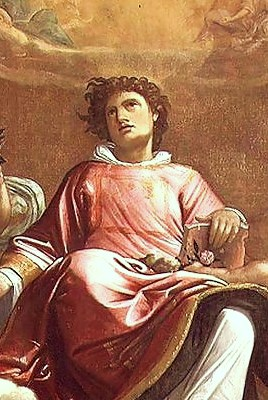
San Esteban

El Día de San Esteban o la Fiesta de San Esteban es un día de santo cristiano que se celebra el día posterior a Navidad (26 de diciembre) en la Iglesia latina y en la Iglesia Hispano-Mozárabe y el 27 en la Iglesias eslavo-bizantinas. En este día se recuerda a San Esteban, el primer mártir del cristianismo.
La tradición está extendida por toda Europa, especialmente en la República Checa, Irlanda, Italia y en España; destacando dentro de ella Baleares, Comunidad Valenciana y Cataluña. También en los países anglosajones se celebra el día después de Navidad (Boxing Day).
El Día de San Esteban se celebra el 9 de enero en la Cristiandad oriental.